# Dissuasore elettronico per parassiti

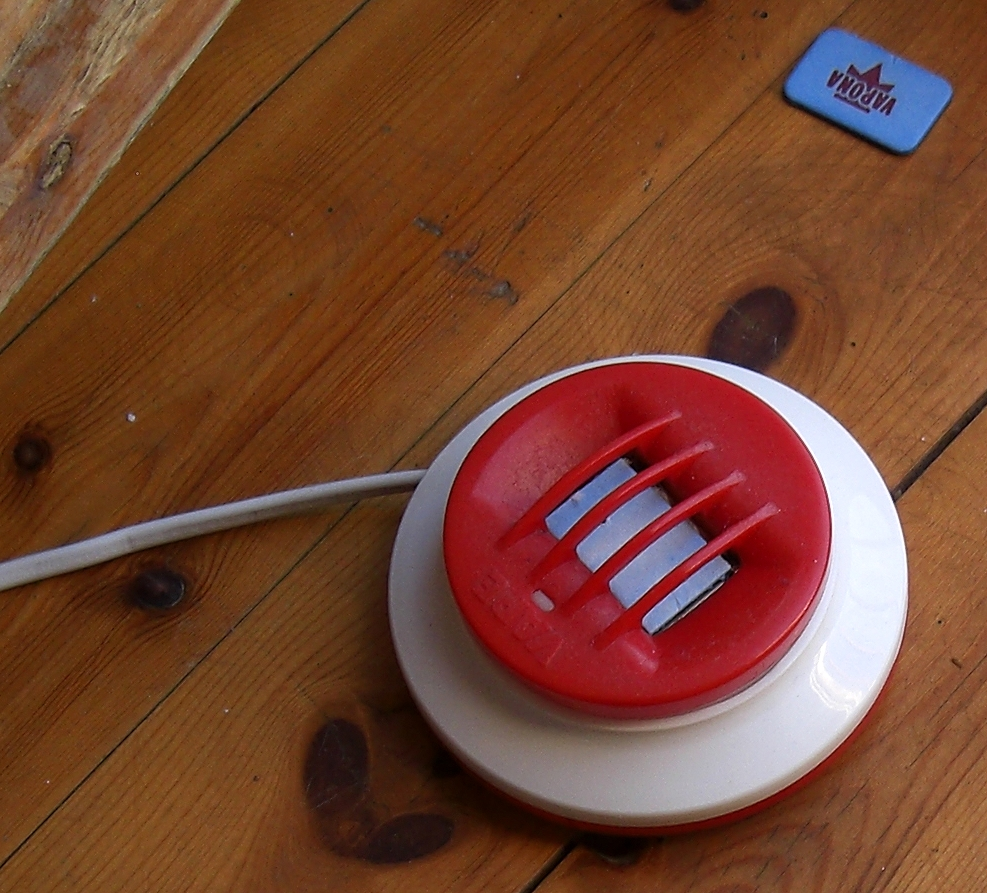
Un dissuasore elettrico anti-zanzare

Dissuasore elettronico per parassiti è la nomenclatura utilizzata per indicare uno qualsiasi dei vari apparecchi, alimentati da energia elettrica, utilizzati per eradicare colonie di animali non graditi (solitamente insetti o roditori ma anche uccelli) da determinate aree: negozi, ambienti di lavoro, abitazioni, aeroporti, imbarcazioni, ecc. Si tratta solitamente di emettitori di ultrasuoni o onde elettromagnetiche. Seppur originatasi nella seconda metà del XX secolo, questa tecnologia ha goduto di una massiccia diffusione solo nell'ultimo ventennio, divenendo un comune prodotto "da banco" nei negozi specializzati, acquistabile anche tramite e-commerce.
Negli Stati Uniti d'America, i dissuasori elettronici per parassiti (Electronic pest controls in inglese) non rientrano nell'ambito di competenza del Federal Insecticide, Fungicide and Rodenticide Act (FIFRA) e vengono quindi prodotti/commercializzati con minori controlli da parte dell'EPA.

## Tipologia
I dissuasori ad ultrasuoni sono apparecchiature elettroniche che generano particolari onde acustiche non percettibili dall'udito umano (frequenza superiori ai 20.000 Hertz), gli ultrasuoni, generate da: (i) un amplificatore emettente impulsi elettrici di frequenze variabili tramite dei trasduttori piezoelettrici; (ii) mini trombe acustiche ad alta frequenza; o (iii) capsule piezoelettriche ad ultrasuoni. 
Sottoposti in modo costante, 24 ore su 24, ad onde ultrasoniche con frequenza loro ostile, i roditori sviluppano stress psicofisico dovuto all'alterazione del ciclo vitale giorno-notte, della riproduzione, dell'appetito, ecc. Il dissuasore renderebbe cioè l'animale stressato, quindi vulnerabile e meno propenso alla riproduzione, con conseguente abbattimento del tasso di natalità della colonia, spingendolo poi ad una migrazione forzata.

## Mancanza di efficacia
Non esiste prova che queste apparecchiature funzionino.
Una review del 2007, che prendeva in considerazione 10 studi compiuti sul campo, mostrò che tali apparecchiture non avevano alcun effetto sulle zanzare.